# Rotting Christ
Rotting Christ est un groupe de black metal grec, originaire d'Athènes. Le groupe, formé en 1987, est notable comme étant l'un des premiers groupes de black metal grecs de la scène metal underground européenne.

## Biographie

### Débuts (1987–1994)
Rotting Christ (« Christ pourrissant ») est formé à Athènes en 1987. Les premières périodes de répétitions voient la sortie de plusieurs démos et splits avec d’autres groupes de la région d’Athènes. À ses débuts, le groupe évoluait dans un registre black metal et grindcore plutôt primitif, principalement influencé par Bathory, Venom et Celtic Frost. Sa musique devint au fil des ans plus mélodique et plus atmosphérique en intégrant des éléments proches du metal gothique. Leur démo de cinq morceaux, Satanas Tedeum, montre un mélange entre le grindcore et le black metal, et sera suivie par l’album qui lancera leur carrière, Passage to Arcturo, en 1991. Paradoxalement, ces premiers albums semblent avoir plus marqué les fans.
Une des premières apparitions du groupe s'effectue en 1993 au cours du Fuck Christ Tour avec Immortal et Blasphemy (Cette tournée devint d'ailleurs célèbre pour des faits divers de scarification et d’auto-mutilation dans le public, conduisant à des évacuations en ambulance). Avant de signer avec Unisound, Øystein Aarseth (guitariste de Mayhem sous le pseudonyme d’Euronymous) avait montré son intérêt pour distribuer les travaux du groupe avec son label, Deathlike Silence Productions, mais le meurtre d’Aarseth la même année met un terme à cette solution. Le groupe signe donc avec Century Media en 1996, et reste avec eux pendant dix ans avant de rejoindre Season of Mist.

### DeNon ServiamàTheogonia(1995–2012)

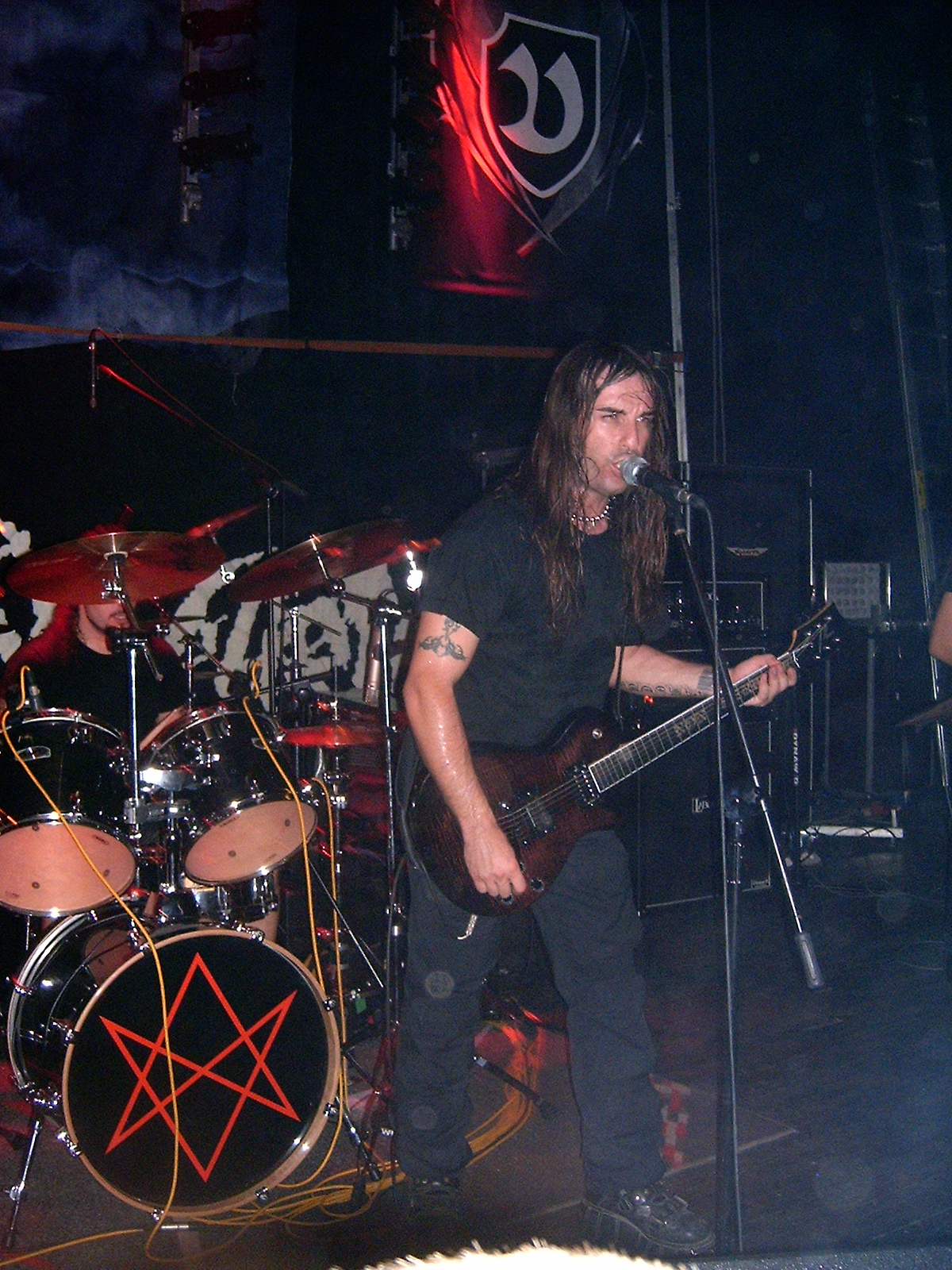
Rotting Christ sur scène, en Pologne en 2005.

Rotting Christ se produit dans bon nombre de pays en dehors de leur Grèce natale, ce qui inclut le continent américain, l’Europe, la Russie, le Royaume-Uni, Malte et le Moyen-Orient. Plusieurs festivals de metal accueillent le groupe de par le monde, dont le Wacken Open Air en 2003 en Allemagne. Ils ont tourné avec My Dying Bride, Tristania, Tiamat, Vintersorg, Finntroll, Agathodaimon, Old Man's Child, Malevolent Creation, Anorexia Nervosa, Vader, Krisiun, Deicide, Behemoth, Melechesh et Nile, pour ne citer qu’eux,,.
Les derniers albums studio, depuis notamment Theogonia (2007), mettent en avant des influences culturelles et musicales méditerranéennes au sens large du terme toujours plus accrues, mettant notamment en avant les récits mythologiques mésopotamiens en plus des traditionnels apports grecs et judéo-chrétiens. Aealo, le dixième album studio du groupe, sort le 15 février 2010 en Europe, et le 23 février de la même année aux États-Unis.
Rotting Christ est l'un des premiers groupes à être annoncé comme participant du festival Barge to Hell, une croisière à thème metal organisée par Ultimate Metal Cruises et se déroulant sur le paquebot Majesty of the Seas de la compagnie Royal Caribbean à partir du 3 décembre 2012. Après 25 ans d’activité en 2012, Rotting Christ est un des plus anciens groupes de black metal encore en activité. Pour fêter sa longévité, le groupe publie le 23 février 2009 une compilation de deux CD et deux DVD sous le nom Non Serviam: A 20 Year Apocryphal Story, qui contient le concert filmé à Athènes le 8 décembre 2007.

### Kata ton Daimona Eaytoy(depuis 2013)
Le onzième album du groupe, Kata ton Daimona Eaytoy, publié en mars 2013, y ajoute même des apports légendaires issus du monde slave, faisant du groupe un des fleurons de la culture européenne au sens le plus large et ouvert du terme.
Le groupe fait sa première apparition en Asie du Sud le 13 septembre 2014 en Inde, lors du Bangalore Open Air 2014 Edition, et le lendemain se produit au Sri Lanka. En novembre 2015, la tournée Black Metal Warfare Part II voit Rotting Christ se produire aux États-Unis aux côtés de Mayhem et Watain.
Le groupe annonce un nouvel album courant 2016. L'album, intitulé Rituals, est publié le 12 février 2016, et inclut aussi des influences des éléments de la culture européenne comme le poème de Baudelaire : Les Litanies de Satan. Rotting Christ est, avec Septicflesh, l'un des deux groupes phares de la scène metal grecque.

## Style musical
Au début de leur carrière, ils contribuent à la création de ce qui constitue le black metal grec « classique », dont les éléments et le son sont reconnaissables chez d’autres groupes comme Varathron et Thou Art Lord. En dépit de leur nom, les thèmes traditionnels des textes du groupe, évoquant le mal et l’occultisme, se sont peu à peu dirigés vers des aspects plus mystiques, tandis que leur style musical change sur chaque album. On retrouve ainsi différents éléments, comme des voix claires et mélodiques de baryton, des influences doom, gothiques et industrielles, et des chants mixtes bénédictins. Les derniers albums, à partir de Khronos, voient le groupe s’orienter vers une approche plus moderne, rapide et agressive de leur style black metal gothique. L’album sorti en 2007, Theogonia, plus spécifiquement, est décrit par leur label comme plus « atmosphérique » et « épique »[réf. nécessaire].
Les choix du groupe quant à leurs producteurs, ingénieurs du son et mixeurs sont aussi variés : des figures du metal extrême suédois comme Dan Swanö (Unisound), Peter Tägtgren (Abyss Studios) et Fredrik Nordström (Studio Fredman), les producteurs allemands Andy Classen (Asphyx, Belphegor), Siggi Bemm (Therion, Theatre of Tragedy) et Waldemar Sorychta (Lacuna Coil, The Gathering) ainsi que Xytras (percussionniste et claviériste de Samael) ont tous contribué à la production des albums de Rotting Christ.

## Controverses
Au cours de son activité, le groupe a dû faire face à des critiques, notamment au sujet de leur nom. Il attire ainsi l’attention des médias internationaux en novembre 1999 lors des primaires du parti républicain aux États-Unis, lorsque le candidat Gary Bauer, chrétien conservateur, accuse entre autres le groupe d’être « anti-catholique ». En réponse à cette attaque, Sakis Tolis écrit : « Vivant dans des sociétés (soi-disant) démocratiques, je pense que chacun devrait avoir le droit d’appeler les religions comme il ou elle le souhaite. Nous croyons simplement qu’elles sont « pourrissantes » ! Nous ne sommes pas un groupe en croisade satanique, plutôt un de ces nombreux groupes qui représentent le côté obscur dans la musique metal de nos jours. »
Ils doivent également annuler certains concerts, notamment en mai 2005, lorsque Dave Mustaine, meneur de Megadeth, menaça de ne pas jouer un concert en Grèce si Rotting Christ était aussi de la partie,.
En réponse à cette annulation forcée, Tolis déclare : « Je ne m’attendais pas à cela de la part de Dave Mustaine, car, vous savez, il est supposé être metal − vous voyez, un groupe de metal, tout ça... Je suis juste désolé pour lui, et pour chaque nouveau chrétien avec de nouvelles idées, parce que nous pensons que le christianisme est la pire chose qui soit arrivée dans l’histoire de l’humanité. C’est une ruse bien organisée pour contrôler la société, donc quand je vois quelqu’un qui est chrétien à ce point, fidèle au système, je suis désolé pour lui car il n’est pas libre. »
Dan Lilker, cofondateur d’Anthrax, défend Rotting Christ en critiquant l’action de Dave Mustaine, comme Warrel Dane de Nevermore ; ces deux groupes avaient joué lors du Gigantour de Mustaine en 2005. Dane ajoute : « Chacun est libre de croire ce qu’il veut : je pense juste que Dave a mal compris le propos. J’ai rencontré les gars de Rotting Christ et je ne pense pas qu’ils soient satanistes ou quoi que ce soit. Je crois que Dave a réagi de façon excessive. »
À leur apparition à Malte, dont la religion officielle est le catholicisme romain (tel que déclaré dans la constitution), des critiques émergent de la part de l’Église et de groupes catholiques lorsqu’un anonyme place un prospectus de Rotting Christ sur la porte d’une église. Le groupe jouera finalement dans un autre lieu que celui originellement prévu.

## Membres

### Membres actuels
- Sakis Tolis − chant, guitare (depuis 1987)
- Themis Tolis − batterie (depuis 1987)
- Kostas "Spades" Heliotis − basse, choeurs (depuis 2019)
- Kostis Foukarakis − guitare, choeurs (depuis 2019)

### Anciens membres
- Jim « Mutilator » Patsouris − basse (1989–1996)
- George « Magus Wampyr Daoloth » Zaharopoulos − clavier, chant (1992–1994)
- Costas Vasilakopoulos − guitare (1996–2004)
- Andreas Lagios − basse (1997–2011)
- Georgios Tolias − claviers (1997–2003)
- Giorgos Bokos − guitare (2005–2012)
- George Emmanuel − guitare, choeurs (2012-2019)
- Vaggelis "Van Ace" Karzis − basse, choeurs (2011-2019)

### Musiciens de studio
- Markus « Makka » Freiwald − percussions (1996)
- Panayiotis − clavier (1997)

## Discographie

### Démos
- 1988 : Leprosy of Death
- 1989 : Decline's Return
- 1989 : Satanas Tedeum
- 1995 : Ade's Winds
- 2013 : Promo 1995

### Albums studio
- 1992 : Thy Mighty Contract
- 1994 : Non Serviam
- 1996 : Triarchy of the Lost Lovers
- 1997 : A Dead Poem
- 1999 : Sleep of the Angels
- 2000 : Khronos
- 2002 : Genesis
- 2004 : Sanctus Diavolos
- 2007 : Theogonia
- 2010 : Aealo
- 2013 : Κατά τον δαίμονα εαυτού (Kata ton Daimona Eaytoy)
- 2015 : Lucifer over Athens
- 2016 : Rituals
- 2019 : The Heretics
- 2024 : Pro Xristou

### EP
- 1991 : Passage to Arcturo
- 1999 : Der perfekte Traum
- 2018 : The Call

### Compilations
- 1995 : The Mystical Meeting
- 1997 : The Mystical Meeting
- 2006 : Passage to Arcturo + Non Serviam
- 2007 : Thanatiphoro Anthologio
- 2009 : Semigods of the Serpent Cult
- 2014 : 25 Years: The Path of Evil Existence
- 2017 : Abyssic Black Cult
- 2018 : Their Greatest Spells: 30 Years of Rotting Christ
- 2018 : Abyssic Black Metal